# بيلي فان امرسفورت
بيلي فان امرسفورت (بالهولندية: Pelle van Amersfoort)‏ (1 أبريل 1996 بهيمسكيرك في هولندا - ) هو لاعب كرة قدم هولندي في مركز الهجوم يلعب في نادي الشحانية القطري. شارك مع منتخب هولندا تحت 17 سنة لكرة القدم ومنتخب هولندا تحت 19 سنة لكرة القدم. أما مع النوادي، فقد لعب مع نادي هيرنفين والمير سيتي.

## روابط خارجية
- بيلي فان امرسفورت على موقع الاتحاد الأوربي (الإنجليزية)
- بيلي فان امرسفورت على موقع قاعدة بيانات كرة القدم.إي يو (الإنجليزية)
- بيلي فان امرسفورت على موقع Soccerbase.com (لاعب) (الإنجليزية)
- بيلي فان امرسفورت على موقع Soccerway.com (الإنجليزية)
- بيلي فان امرسفورت على موقع عالم كرة القدم.نت (الإنجليزية)